# Méztermelés
A mézet méhek termelik meg, majd emberi munkával  alakul fogyasztható termékké.
A méz termelése két szakaszra bontható:  természeti szakaszra és ember által végzett szakaszra.

## A méztermelés természeti műveletei
A méh a mézet nem készen találja, hanem az összegyűjtött nyersanyagokból maga gyártja. A méhek társadalmában munkamegosztás van (ezt az etológia tanulmányozza). A méhek nektárt gyűjtenek és hazaszállítják a kaptárba. Ez a munka rendszerint a három hetesnél idősebb méhek feladata.
Az első művelet a fölszívás és hazaszállítás. A méh a nektárt a szipókájával szivattyúzza ki, vagy a nyelvével nyalja föl a virágból. A fölszívott nektárba váladékot bocsát s ettől a nektár kissé hígul. A váladékot a szájába (a garatba) torkolló mirigyek termelik. A fölszívott nektár a mézhólyagba kerül. A mézhólyagot egy záró szelep különíti el a bél emésztésre szolgáló hátsó szakaszától.
A következő művelet a méz érlelésének egyik formája. A méh szervezete végzi ezt a műveletet azzal, hogy a nektárban lévő összetettebb cukrokat egyszerűbbekre bontja: a nádcukorból gyümölcs- és szőlőcukor lesz.
A harmadik művelet a sűrítés. Ez is a méz érlelését jelenti, de ennek során a mézzé alakuló nektárból a víz elpárologtatása a fő feladat. Míg a vegyi átalakítás részben már a hazaszállítás során megkezdődik, s később a kaptárban, a sejtekbe betöltött mézben folytatódik, addig a sűrítés művelete már kaptárbeli művelet. A méhek a kaptárban a mézet szétkenik és szárnyukkal legyezik. A megnövelt felületről a víz gyorsabban párolog. 
A negyedik művelet a méz télire való elrakása. A sejtekbe töltött mézet lezárják és a sejtekre viaszból fedőréteget építenek. Az elkészült méz tartósítását egyrészt magas cukortartalma, másrészt a levegőtől való elzárása biztosítja.

## A méztermelés emberi műveletei
Ha megtelik a mézkamra, a kaptár, s a méz éretté válik, történhet a méz szüretelése. A méz a viaszréteg alatt is lassan veszít a víztartalmából. A korán elvett méz hígan folyós lesz és nagy víztartalma miatt az erjesztőgombák is elszaporodhatnak benne. A túl későn elvett méz viszont már nagyon sűrű, nehéz a lépből kipörgetni. A méz szüretelésének a művelete: a sejtnyitás. Ebben eltávolítják a sejteket fedő viaszréteget.
A következő művelet a pörgetés. Régebben a sejtek nyomkodásával, sajtolással is távolítottak el mézet a lépből, vagy lassú csurgatással gyűjtötték ki belőlük. Sajtolásnál a lép megsemmisül, s a lép újratermelése a méztermeléstől vonja el a raj tevékenységét. Ezért ma már pörgetéssel csapatják ki a mézet a sejtekből. A méz folyékony, a lépviasz merev anyag. Ez a tulajdonságkülönbség az, amit a pörgetésnél fölhasználnak. A méz a pörgető tartály falára csapódik, s lecsurog. A tartály alján összegyűlt mézet szétválasztják különböző minőségű részekre.
A harmadik művelet a szétválasztás. Ennek során a mézet átszűrik. Egy részét visszaadják a méheknek téli táplálékul. A másik részét üvegekbe töltik. Mivel a méz különféle szerves savakat is tartalmaz, ezért a fémeket megtámadja, fémedényben nem ajánlatos tárolni.
A méz természetes cukrokat, szerves savakat, illatosító anyagokat is tartalmaz. Fehérjetartalma kicsi, víztartalma körülbelül 20%-nál a legkedvezőbb. A nádcukor ismerete előtt őseink főleg mézzel ízesítették ételeiket. A répacukor gyártása a napóleoni háborúk nádcukor-embargója következtében terjedt el. Mára a cukorrépából előállított cukor a fő édesítő szerünk. A méz mára az egészséges táplálkozás “adalékanyagává" vált.